# Harpullia cauliflora
Harpullia cauliflora är en kinesträdsväxtart som beskrevs av K. Schum. & Lauterb.. Harpullia cauliflora ingår i släktet Harpullia och familjen kinesträdsväxter. Inga underarter finns listade i Catalogue of Life.